# Plumarella longispina
Plumarella longispina is een zachte koraalsoort uit de familie Primnoidae. De koraalsoort komt uit het geslacht Plumarella. Plumarella longispina werd in 1908 voor het eerst wetenschappelijk beschreven door Kinoshita. 